# Gyula Mohay
Dans le nom hongrois Mohay Gyula, le nom de famille précède le prénom, mais cet article utilise l’ordre habituel en français Gyula Mohay, où le prénom précède le nom.
Gyula Mohay, né Gyula Mohaupt le 15 septembre 1894 à Nagyszentmiklós et mort le 15 septembre 1952, est un homme politique hongrois, bourgmestre principal de Budapest entre 1944 et 1945. Mis en place à la suite du putsch des Croix fléchées, il est le dernier bourgmestre principal de Budapest avant l'instauration du communisme en Hongrie.